# Code de déontologie médicale (France)
Pour les articles homonymes, voir Code de déontologie médicale.
Pour des articles plus généraux, voir Code de déontologie et Droit de la santé.
En France, le Code de déontologie est une liste de dispositions réglementaires du Code de la santé publique concernant la déontologie médicale. Le Conseil de l'ordre des Médecins a la responsabilité du respect de ces dispositions (article 1er du décret). Ces dispositions du Code de la santé publique s'imposent à tout médecin.
Le Code de la santé publique, en sa 4e partie ayant trait aux professions de santé, contient en son livre Ier, titre II, chapitre VII, les codes de déontologie des médecins, des chirurgiens-dentistes et des sages-femmes.

## La déontologie: l'esprit
- C'est en 1825 que le mot «  déontologie » apparaît pour la première fois en langue française, dans la traduction de l'ouvrage du philosophe utilitariste anglais Jeremy Bentham intitulé l'Essai sur la nomenclature et la classification des principales branches d'Art et Science. Il écrit : «  L'éthique a reçu le nom plus expressif de déontologie ».
- Aujourd'hui la déontologie rassemble les éléments d'un discours sur les devoirs. La déontologie médicale concerne le médecin qui exerce une profession - au sens strict du terme, qui suppose une certaine autonomie de pratique et de régulation - à laquelle les lois françaises donnent depuis longtemps un monopole dans le domaine de la santé. Elle sert de référence aux instances juridictionnelles de l'Ordre des médecins, mais d'abord de guide aux médecins dans leur pratique quotidienne, au service des patients.
- Le Code de déontologie  médicale n'est pas seulement établi par la profession. Si celle-ci, représentée en l'occurrence par l'Ordre national des médecins, est chargée de l'élaborer, le texte qui en découle est soumis à l'Administration, au Conseil d'État et finalement au gouvernement, chacun ayant la charge de vérifier sa conformité avec les lois et autres règlements régissant la société où exercent les médecins et la possibilité d'y apporter des modifications. Enfin, le code est publié au Journal officiel sous la signature du Premier ministre.
- Le code de déontologie précise ainsi des dispositions réglementaires concernant un exercice professionnel. Elles sont subordonnées à d'autres textes plus importants, la Constitution et les lois ; elles doivent être compatibles avec d'autres décrets et commandent d'autres textes de moindre portée, en particulier les arrêtés.
- Comme les autres citoyens, les médecins sont soumis aux lois — concernant par exemple le respect de la vie ou le secret professionnel — mais le bon fonctionnement de leur corps professionnel est favorisé par des règles propres.

Le serment d'Hippocrate contient les premiers éléments de déontologie connus ; l'un de ses éléments, le secret médical, a été inscrit dans le code pénal en 1810,  et perdure dans le code de déontologie (sous l'article 4 en 2021).

## Liste des codes de déontologie successifs
- Code de déontologie et statuts de la profession médicale, 1941 (Régime de Vichy)
- Décret no 47-1169 du 27 juin 1947 portant code de déontologie médicale[2]
- Décret no 55-1591 du 28 novembre 1955 portant code de déontologie médicale et remplaçant le règlement d'administration publique no 47-1169 en date du 27 juin 1947[3]
- Décret no 79-506 du 28 juin 1979 portant code de déontologie médicale[4]
- Décret no 95-1000 du 6 septembre 1995 portant code de déontologie médicale[5]
- Décret no 2004-802 du 29 juillet 2004 relatif aux parties IV et V (dispositions réglementaires) du code de la santé publique et modifiant certaines dispositions de ce code[6]
- Décret no 2012-694 du 7 mai 2012 portant modification du code de déontologie médicale[7]